# Leiopelma
Leiopelma Fitzinger, 1861 è l'unico genere di anfibi anuri della famiglia Leiopelmatidae, endemico della Nuova Zelanda.

## Descrizione

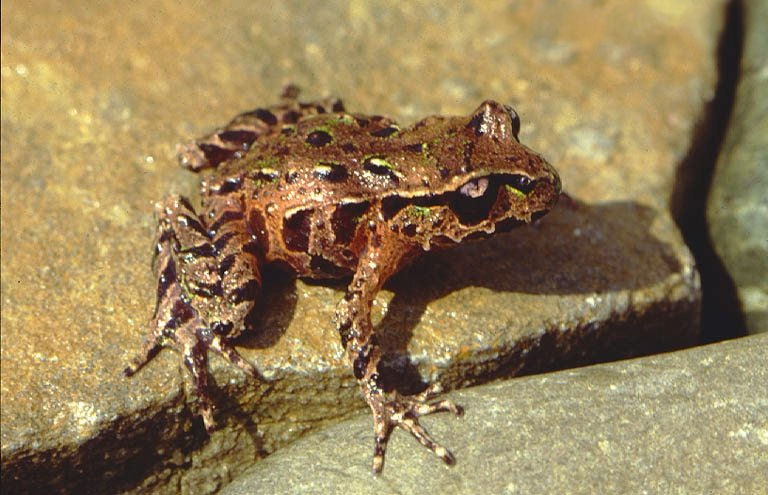
Leiopelma archeyi

Questi anfibi sono di piccole dimensioni, contenute entro 5 centimetri.
Presentano caratteri anatomici primitivi, alcuni dei quali sono condivisi con specie fossili risalenti al Giurassico (da 195 a 136 milioni di anni fa), quali la presenza di 9 vertebre presacrali di tipo anficelico (la maggior parte delle specie di Anuri viventi ne hanno 8 o meno) e di costole libere (cioè non attaccate alle vertebre) e la persistenza nell'adulto del muscolo della coda.
Alcuni di questi caratteri sono condivisi anche con le specie viventi del genere Ascaphus, filogeneticamente molto vicino a Leiopelma.

## Biologia

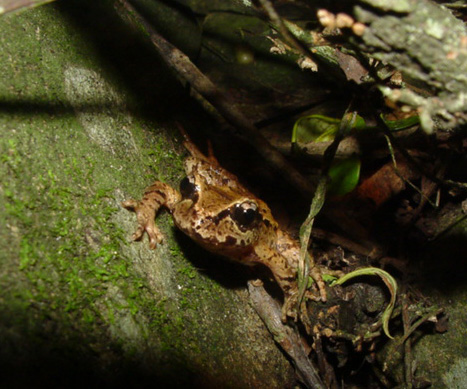
Leiopelma hamiltoni

Le loro abitudini sono molto varie, infatti alcune specie vivono nei sottoboschi, mentre altre hanno più abitudini acquatiche e vivono vicino ai corsi d'acqua.

## Sviluppo

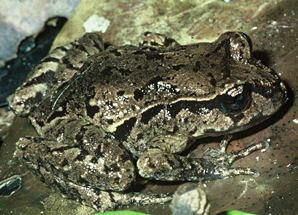
Leiopelma pakeka

Lo sviluppo dei Leiopelma è molto differente da quello delle altre rane, che per svilupparsi hanno bisogno di una serie di metamorfosi, mentre per questi anuri c'è la particolarità che l'intero sviluppo larvale avviene dentro l'uovo per nascere poi come piccola ranocchia già formata.

## Distribuzione e habitat

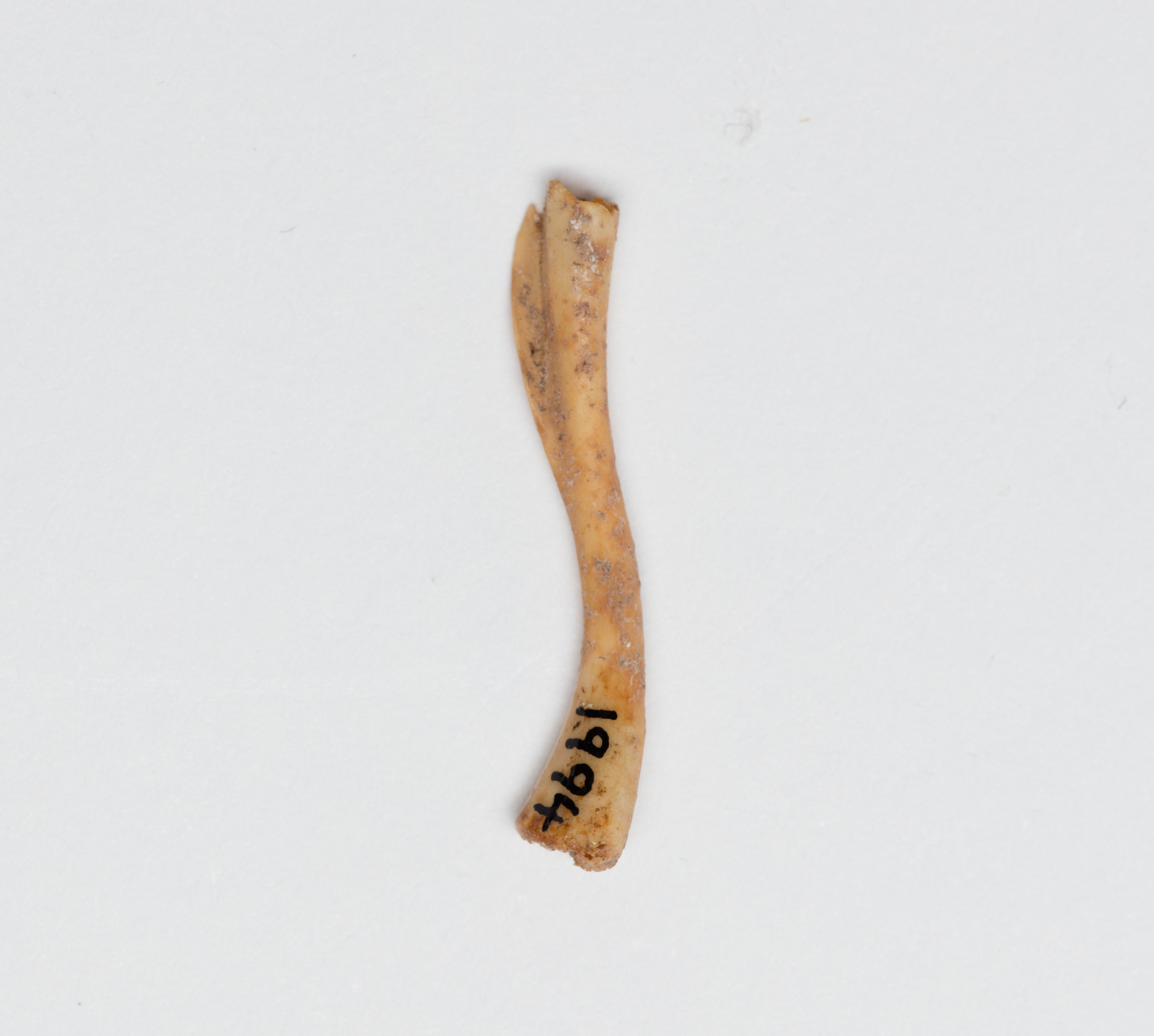
Resto fossile di Leiopelma markhami

Il genere Leiopelma è endemico della Nuova Zelanda.
Sono presenti in numero limitatissimo, e sono severamente protetti dal governo neozelandese.

## Tassonomia
Comprende tre specie viventi:
- Leiopelma archeyi Turbott, 1942
- Leiopelma hamiltoni McCulloch, 1919
- Leiopelma hochstetteri Fitzinger, 1861

Altre tre specie attribuite a questo genere sono note allo stato di fossile:
- Leiopelma auroraensis †
- Leiopelma markhami †
- Leiopelma waitomoensis †